# 战争与和平人物列表
以下列出列夫·托尔斯泰所著小说《战争与和平》中的人物，括号给出其首次出现章节。

## 主要人物

### 罗斯托夫家族
1. 伊利亚·安德烈耶维奇·罗斯托夫伯爵（第1卷第1部第10章），原型为列夫·托尔斯泰的祖父伊利亚·托尔斯泰（俄语：Толстой, Илья Андреевич (губернатор)）
2. 纳塔利娅·罗斯托娃伯爵夫人（第1卷第1部第10章），伊利亚·罗斯托夫之妻，原姓申申娜，原型为列夫·托尔斯泰的祖母佩拉格娅·托尔斯泰娅[1]
  1. 薇拉·伊利尼奇娜·罗斯托娃（第1卷第1部第11章），原型为列夫·托尔斯泰妻子索菲亚·别尔斯的姐姐伊丽莎白·安德烈耶芙娜·别尔斯[2]
  2. 尼古拉·伊里奇·羅斯托夫（俄语：Николай Ростов）（第1卷第1部第11章），原型为列夫·托尔斯泰的父亲尼古拉·伊里奇·托尔斯泰（俄语：Толстой, Николай Ильич）
    1. 安德烈·尼古拉耶维奇·罗斯托夫（尾声第1部第9章），昵称安德留沙
    2. 纳塔利娅·尼古拉耶芙娜·罗斯托娃（尾声第1部第9章）

  3. 纳塔利娅·伊里奇娜·罗斯托娃（俄语：Наташа Ростова）（第1卷第1部第8章），昵称娜塔莎，皮耶爾·別祖霍夫的第二任妻子，原型为索菲亚·别尔斯及其妹妹塔季扬娜·安德烈耶芙娜·库兹明斯卡娅（俄语：Кузминская, Татьяна Андреевна）
  4. 彼得·伊里奇·罗斯托夫（第1卷第1部第11章），昵称彼佳

以及索菲娅·亚历山德罗芙娜（第1卷第1部第11章），昵称索尼娅，姓氏不详，伊利亚·罗斯托夫的外甥女，原型为列夫·托尔斯泰的表姑塔季扬娜·亚历山德罗芙娜·叶尔戈利斯卡娅

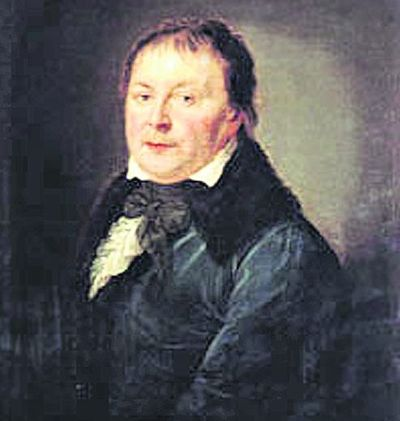
伊利亚·托尔斯泰
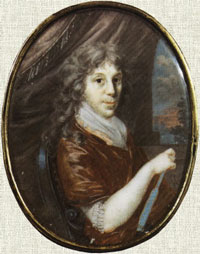
佩拉格娅·托尔斯泰娅
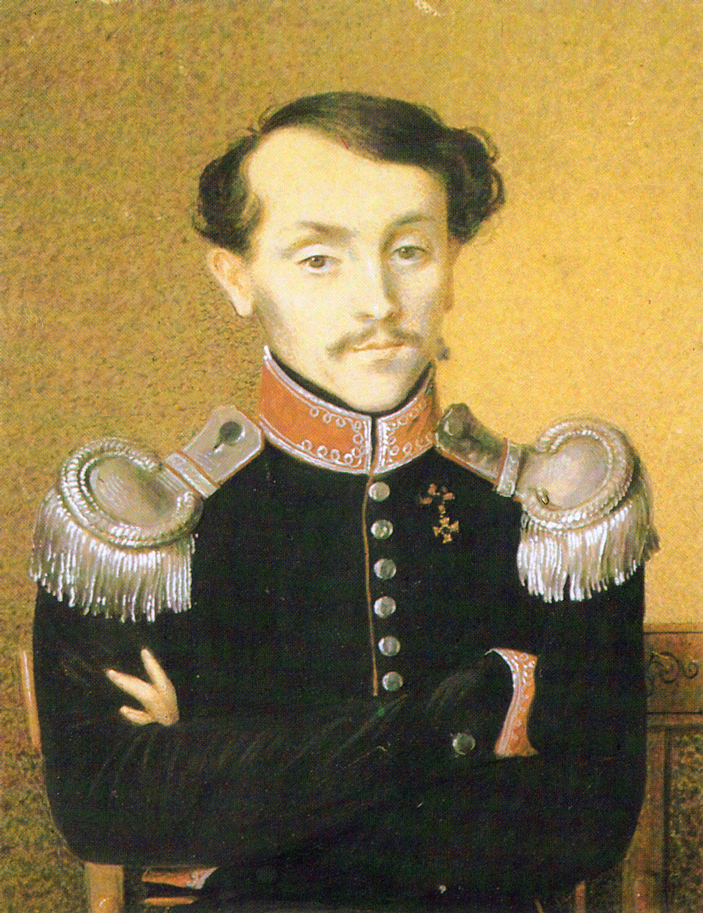
尼古拉·伊里奇·托尔斯泰
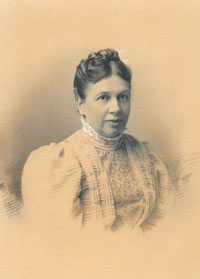
索菲亚·别尔斯
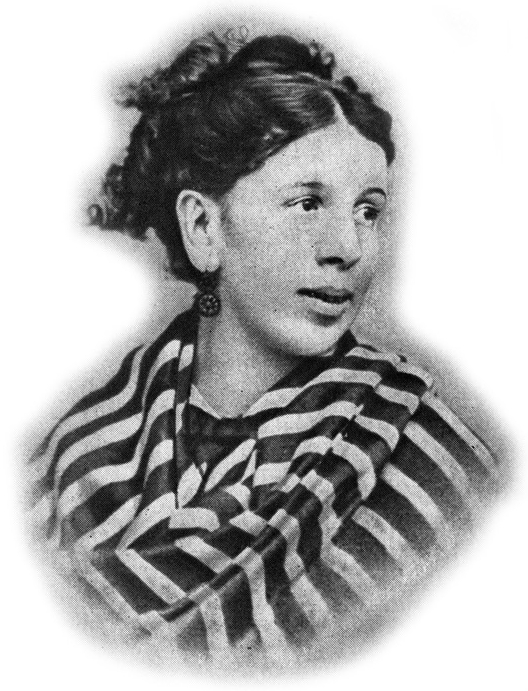
塔季扬娜·安德烈耶芙娜·库兹明斯卡娅

### 博尔孔斯基家族
1. 尼古拉·安德烈耶维奇·博尔孔斯基公爵（第1卷第1部第25章），原型为列夫·托尔斯泰的外祖父尼古拉·谢尔盖耶维奇·沃尔孔斯基（俄语：Волконский, Николай Сергеевич (генерал)）
  1. 玛丽亚·尼古拉耶芙娜·博尔孔斯卡娅（俄语：Мари Болконская）公爵小姐 （第1卷第1部第22章），尼古拉·罗斯托夫之妻，原型为列夫·托尔斯泰的母亲玛莉亚·托尔斯泰娅（俄语：Толстая, Мария Николаевна (1790)）
  2. 安德烈·尼古拉耶维奇·博尔孔斯基（俄语：Андрей Болконский）公爵（第1卷第1部第3章），军事生涯取材于尼古拉·图奇科夫（俄语：Тучков, Николай Алексеевич）、费迪南德·冯·蒂森豪森（德语：Ferdinand von Tiesenhausen）[3]和彼得·沃爾孔斯基（俄语：Волконский, Петр Михайлович）[4]，与娜塔莎的爱情部分地取材于列夫·托尔斯泰的哥哥谢尔盖·托尔斯泰与库兹明斯卡娅[5]
  3. 伊丽莎白·卡尔洛芙娜·博尔孔斯卡娅（第1卷第1部第2章），昵称丽莎、莉泽（德語：Lise），安德烈·博尔孔斯基之妻，原姓迈嫩（俄语：Мейнен，即德語：或） ，原型为路易莎·伊万诺芙娜·沃尔孔斯卡娅[6]
    1. 尼古拉·安德烈耶维奇·博尔孔斯基（第2卷第1部第9章）

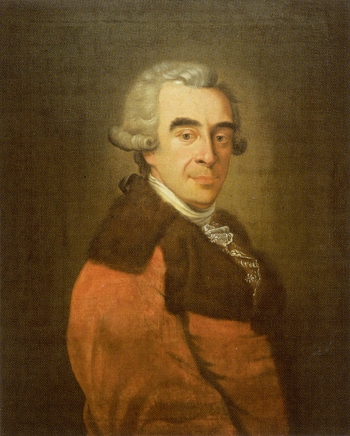
尼古莱·舍基维奇·沃尔科斯基
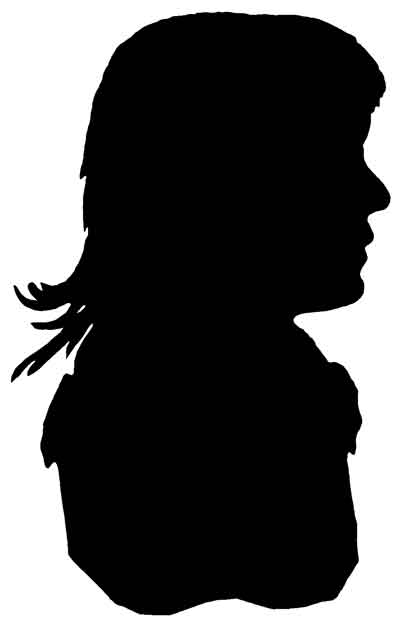
玛莉亚·托尔斯泰娅
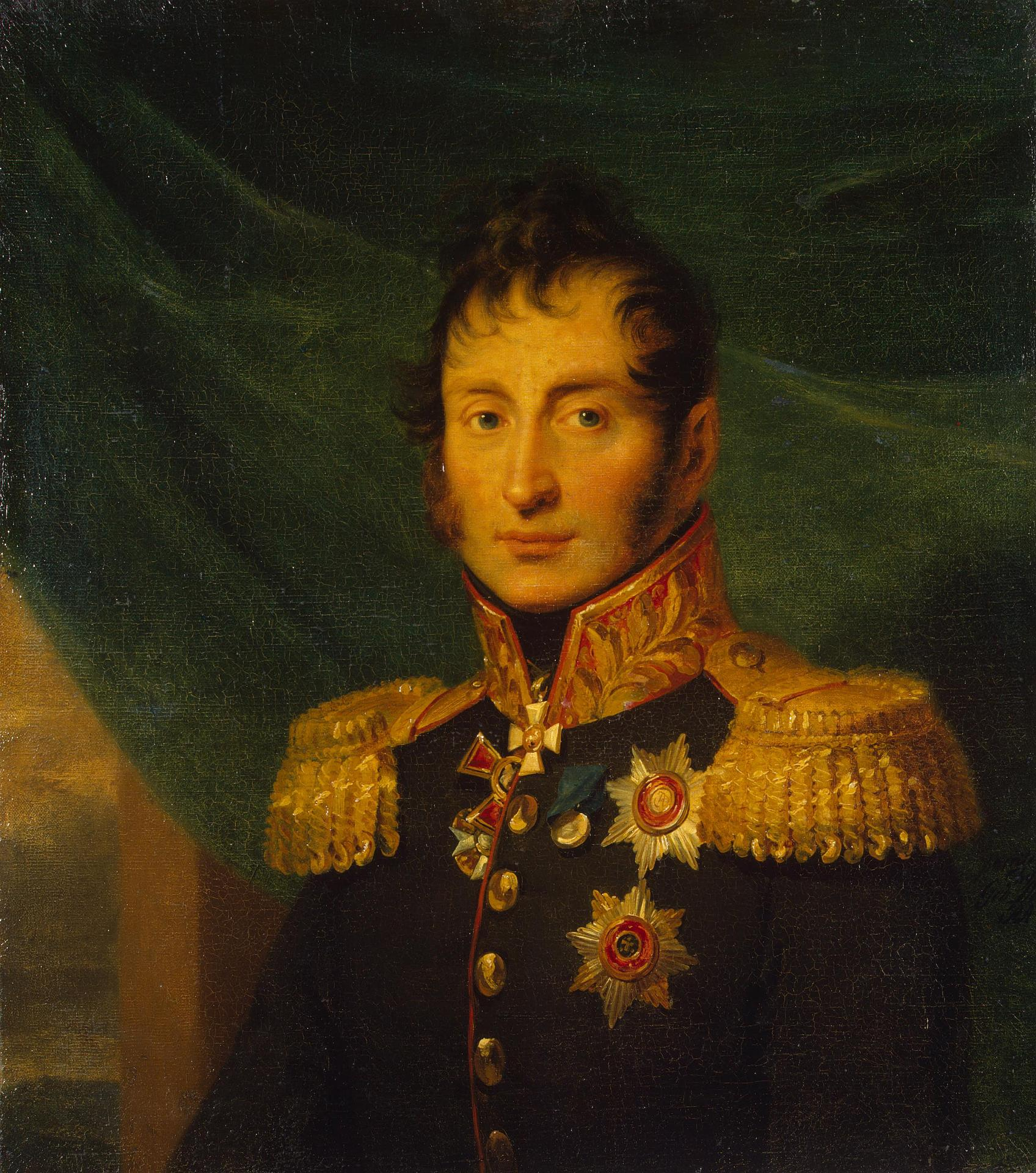
尼古拉·图奇科夫
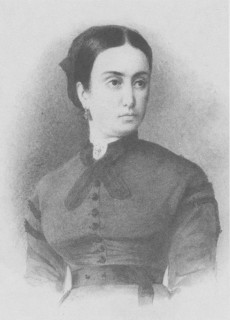
路易莎·伊万诺芙娜·沃尔孔斯卡娅

### 库拉金家族
1. 瓦西里·谢尔盖耶维奇·库拉金公爵（第1卷第1部第1章），原型为阿列克谢·库拉金（俄语：Куракин, Алексей Борисович）
2. 阿林娜·库拉金娜（第1卷第3部第2章），昵称阿琳（法語：Aline），瓦西里·库拉金之妻
  1. 阿纳托利·库拉金（俄语：Анатолий Курагин）（第1卷第1部第9章），部分取材于阿纳托利·巴里亚京斯基，与娜塔莎的爱情则取材于阿纳托利·利沃维奇·绍斯塔克与库兹明斯卡娅[5][7]
  2. 伊波利特·库拉金（第1卷第1部第2章）
  3. 海伦·库拉金娜（俄语：Элен Курагина）（第1卷第1部第2章），皮耶爾·別祖霍夫的第一任妻子，原型可能为凯瑟琳·巴格拉季昂（俄语：Багратион, Екатерина Павловна）和娜杰日达·谢尔盖耶芙娜·阿金福娃（俄语：Акинфова, Надежда Сергеевна）

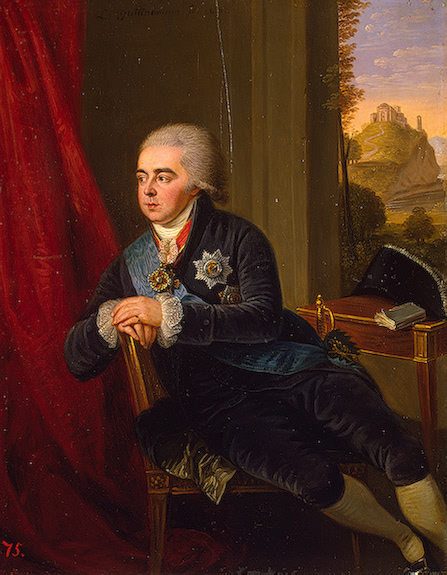
亚历克西·科拉金

### 別祖霍夫家族
1. 基里尔·弗拉基米罗维奇·别祖霍夫伯爵（第1卷第1部第23章），原型可能为亚历山大·别兹博罗德科（俄语：Александр Андреевич Безбородко）
  1.  皮耶爾·別祖霍夫（俄语：Пьер Безухов）伯爵（第1卷第1部第2章），原名彼得·基里洛维奇，原型为彼得·维亚泽姆斯基（俄语：Вяземский, Пётр Андреевич）等

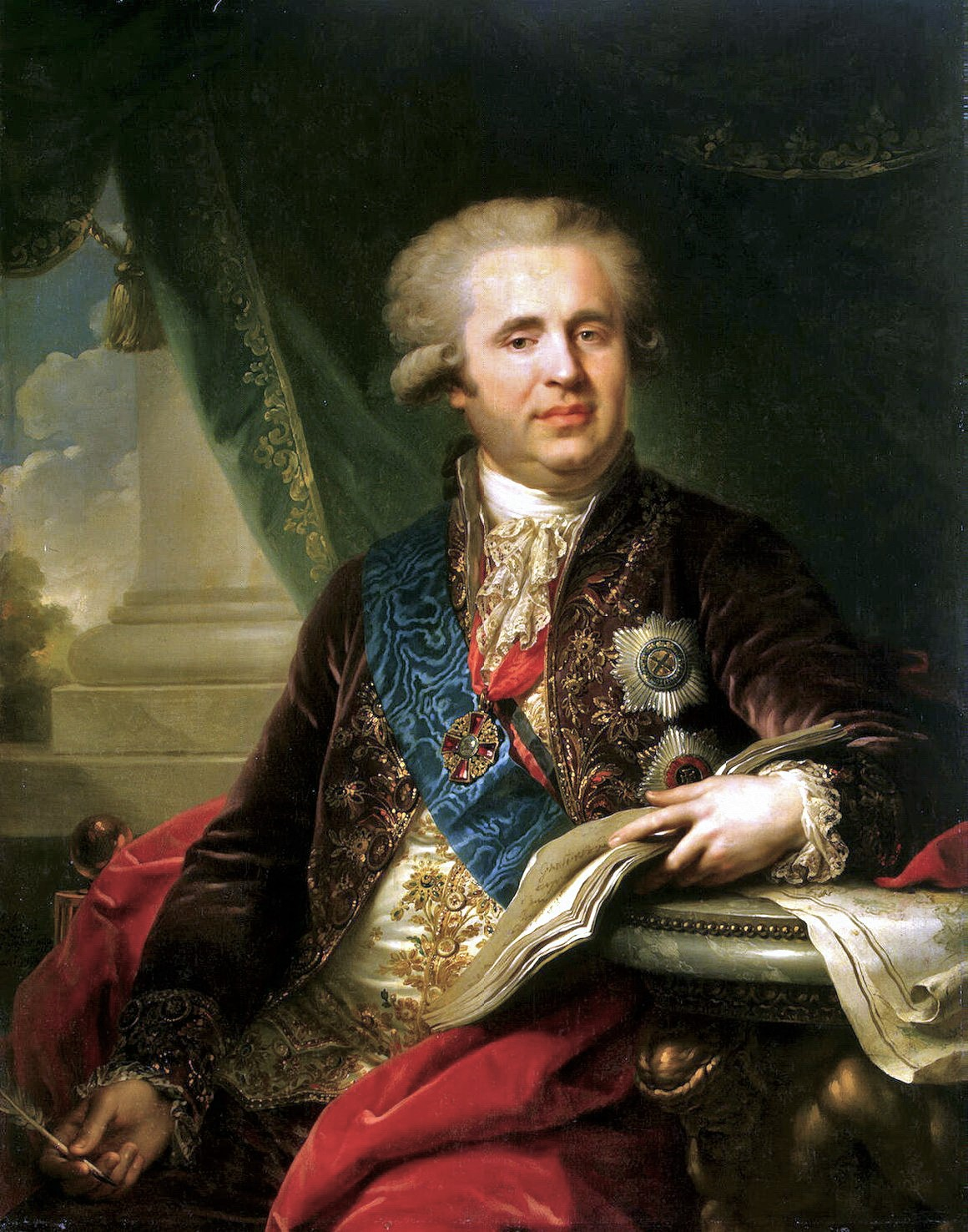
亚历山大·别兹博罗德科
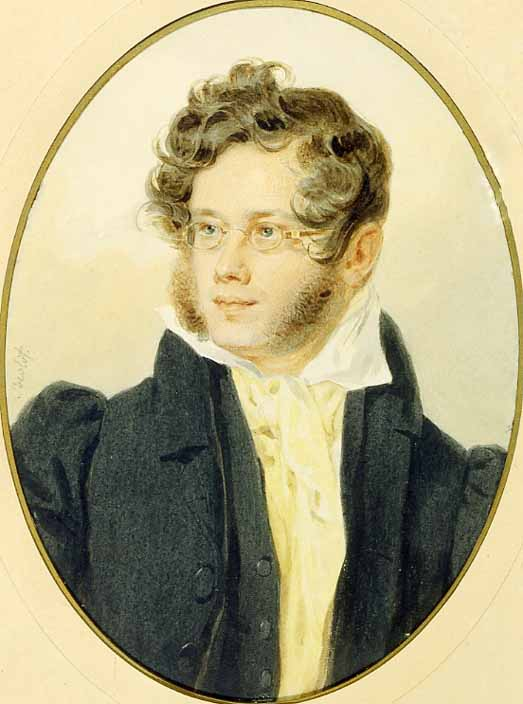
彼得·维亚泽姆斯基

### 德鲁别茨科伊家族
1. 安娜·米哈伊洛芙娜·德鲁别茨科伊公爵夫人（第1卷第1部第5章）
  1. 鲍里斯·德鲁别茨科伊（第1卷第1部第11章）

### 馬蒙托夫家族
- 卡季希·马蒙托娃公爵小姐（第1卷第1部第14章），原名卡捷琳娜·谢苗诺娃
- 奥尔加·马蒙托娃（第1卷第1部第14章）
- 索菲·马蒙托娃（第1卷第1部第14章）

### 卡拉金家族
1. 玛丽亚·利沃芙娜·卡拉金娜（第1卷第1部第8章）
  1. 朱莉·卡拉金娜（第1卷第1部第7章），其与玛丽亚·博尔孔斯卡娅的通信在小说的早期版本中和玛丽亚·亚历山德罗芙娜·沃尔科娃（一作玛丽亚·阿波洛诺芙娜·沃尔科娃，1786－1859）与彼得堡亲友瓦尔瓦拉·亚历山德罗芙娜·兰斯科伊的通信基本相同[8]

### 多洛霍夫家族

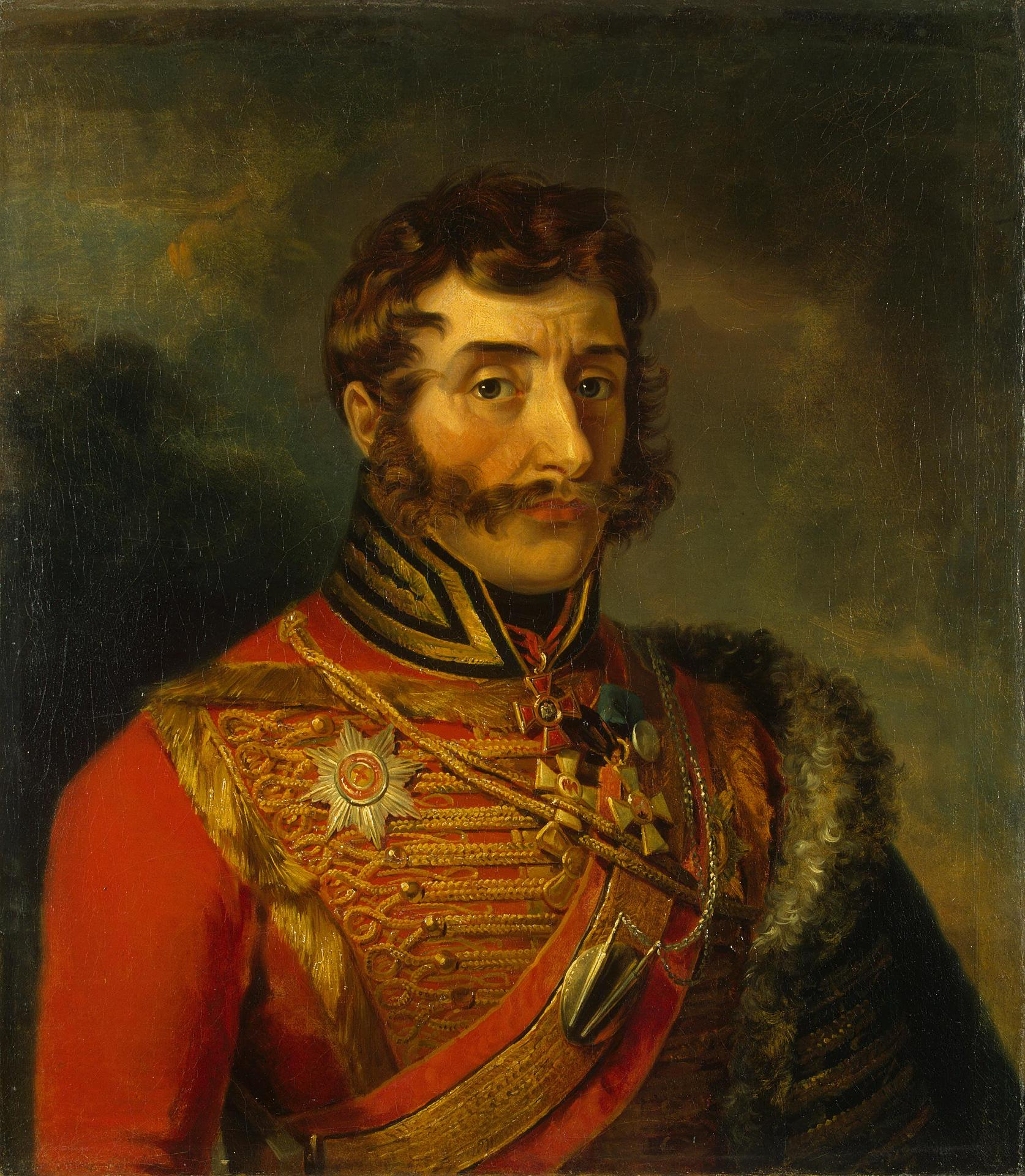
伊万·谢苗诺维奇·多洛霍夫

1. 玛丽亚·伊万诺芙娜·多洛霍娃（第2卷第1部第10章）
  1. 费奥多尔·多洛霍夫（第1卷第1部第6章），原型为伊万·谢苗诺维奇·多洛霍夫（俄语：Дорохов, Иван Семёнович）、费奥多尔·伊万诺维奇·托尔斯泰（俄语：Толстой, Фёдор Иванович）和亚历山大·菲格纳（俄语：Фигнер, Александр Самойлович）[2][9][10]

以及费奥多尔·多洛霍夫的驼背妹妹，名字不详
- 伊万·谢苗诺维奇·多洛霍夫

## 次要人物

### 皇帝
- 亚历山大一世（第1卷第3部第8章）
- 拿破仑一世（第1卷第3部第14章）
- 弗朗茨二世（第1卷第2部第12章）

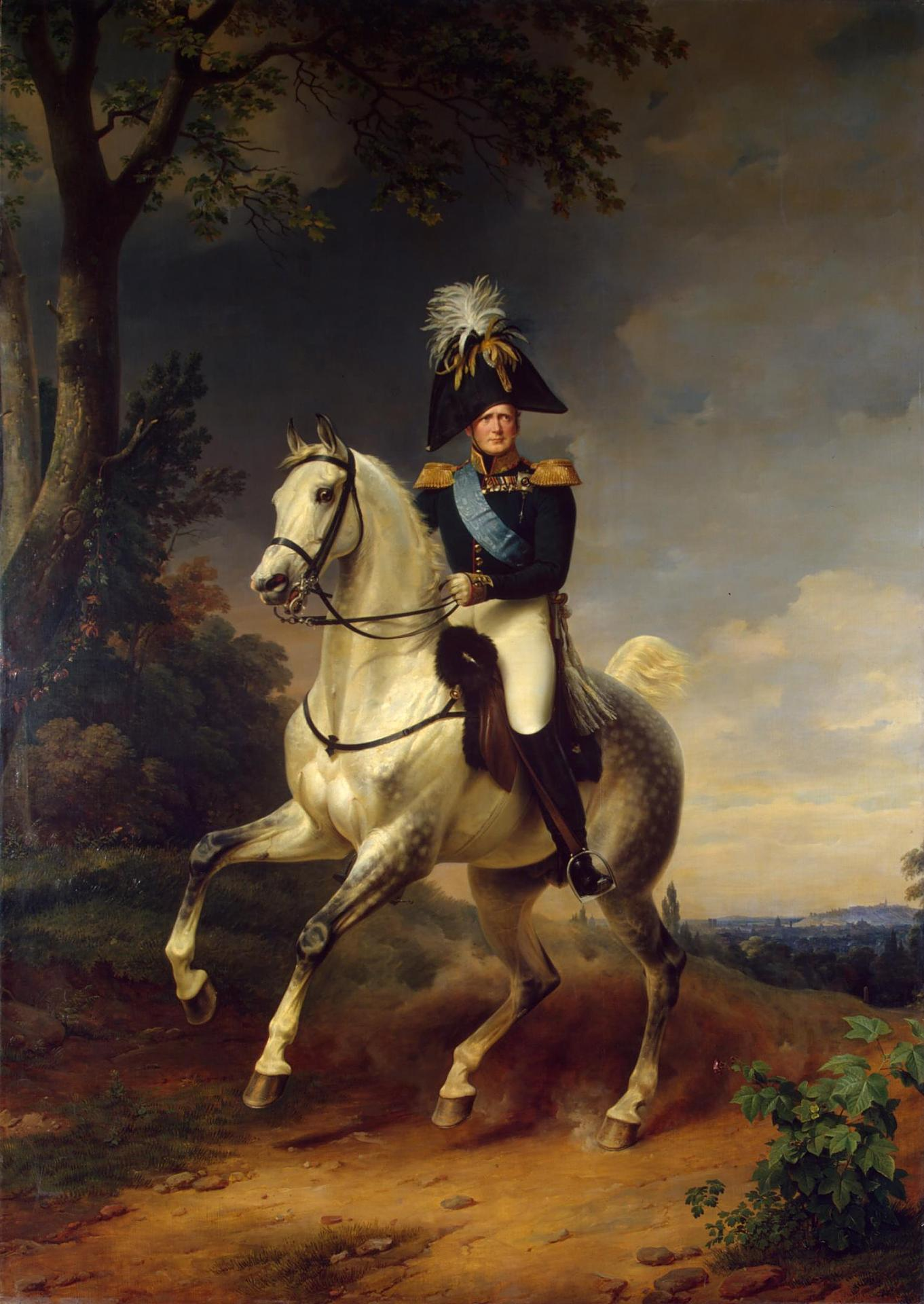
亚历山大一世
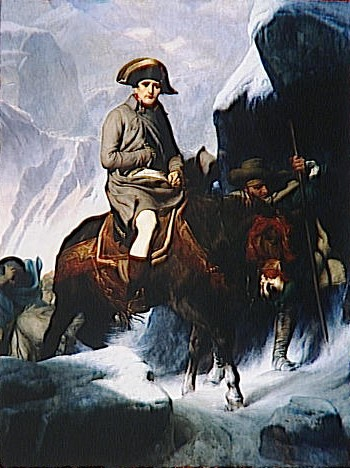
拿破仑一世
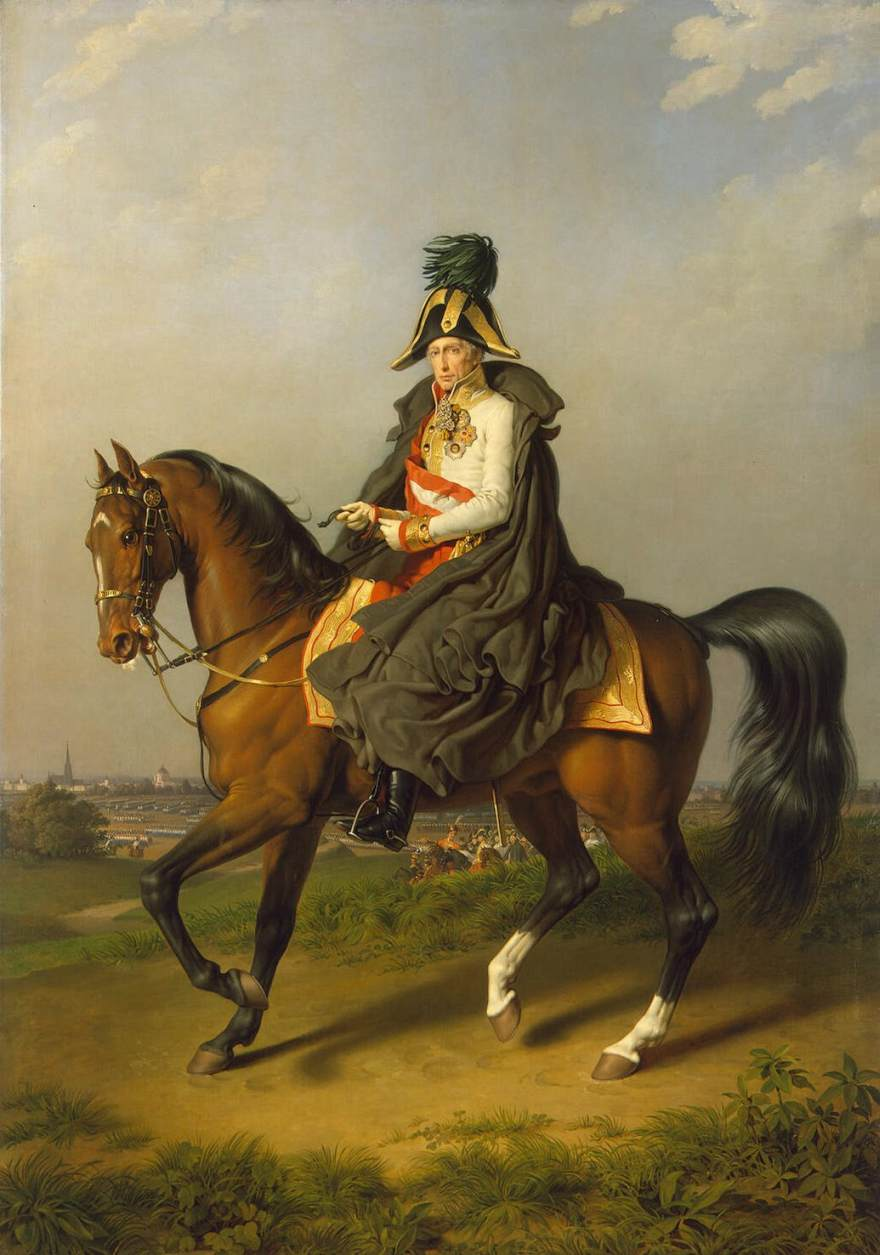
弗朗茨二世

### 将军
- 彼得·伊萬諾維奇·巴格拉季昂中将（第1卷第2部第13章）
- 米哈伊尔·博格达诺维奇·巴克莱·德托利中将（第3卷第1部第9章）
- 米哈伊尔·伊拉里奥诺维奇·库图佐夫元帅（第1卷第2部第2章）

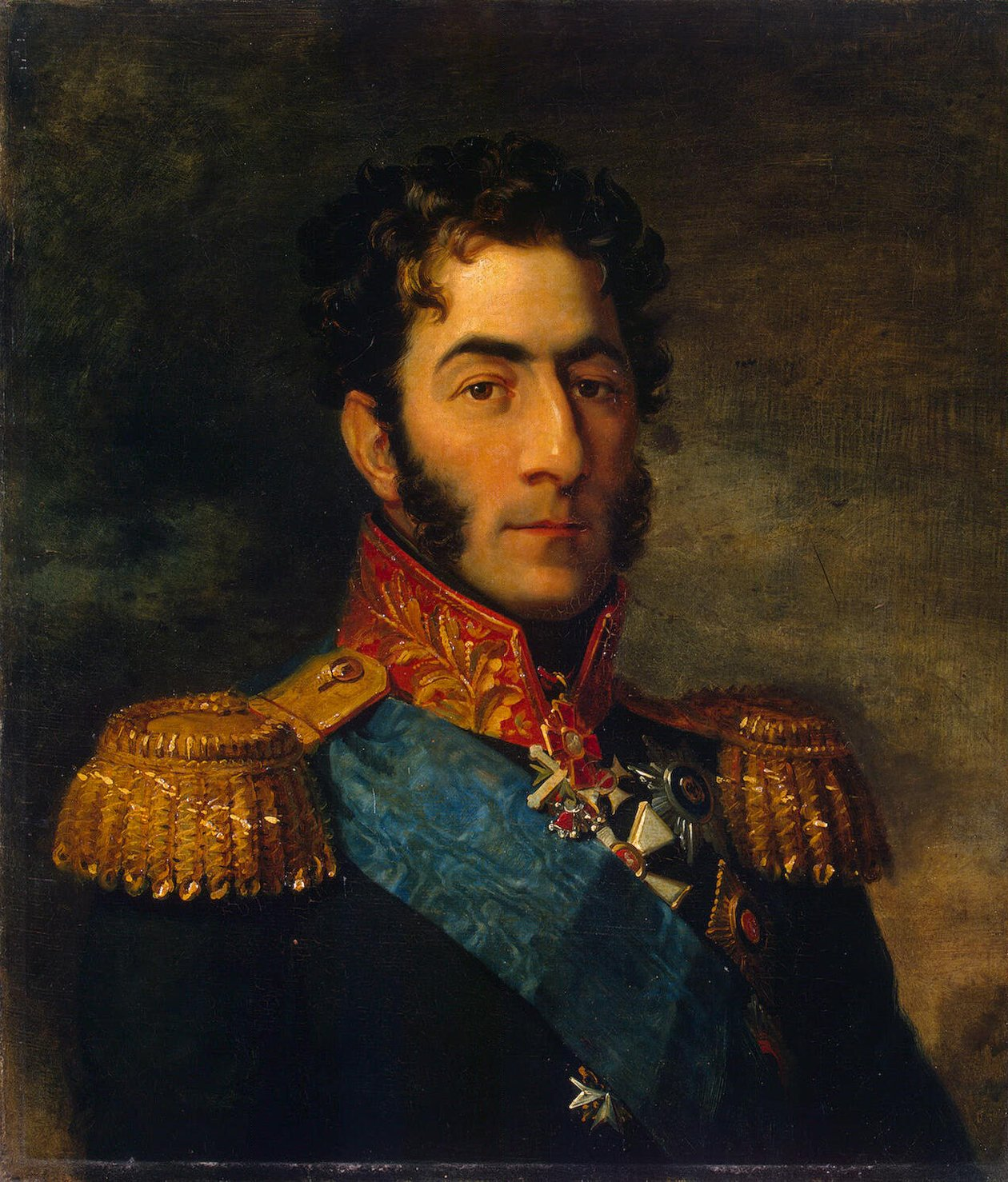
彼得·伊萬諾維奇·巴格拉季昂
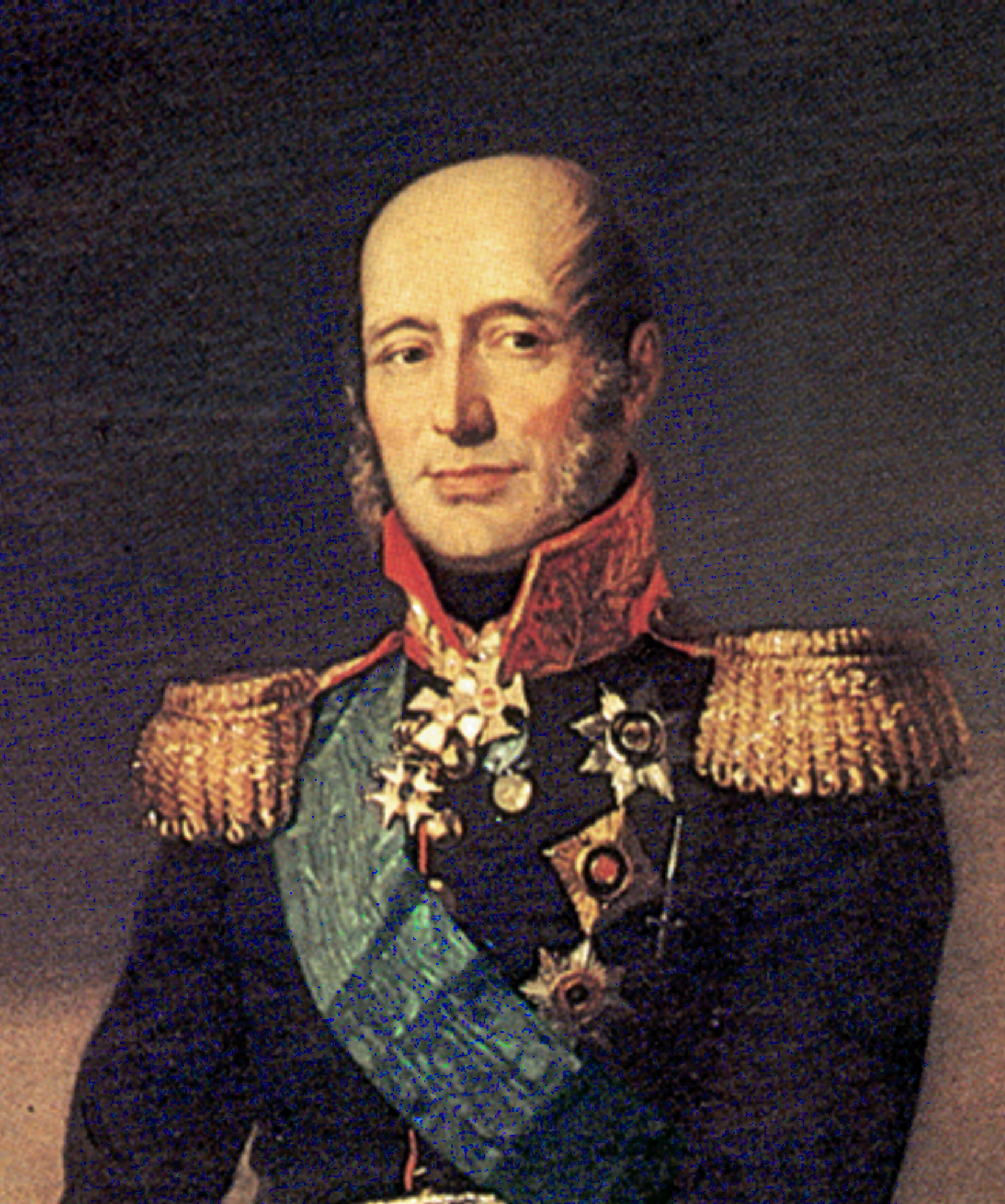
米哈伊尔·博格达诺维奇·巴克莱·德托利
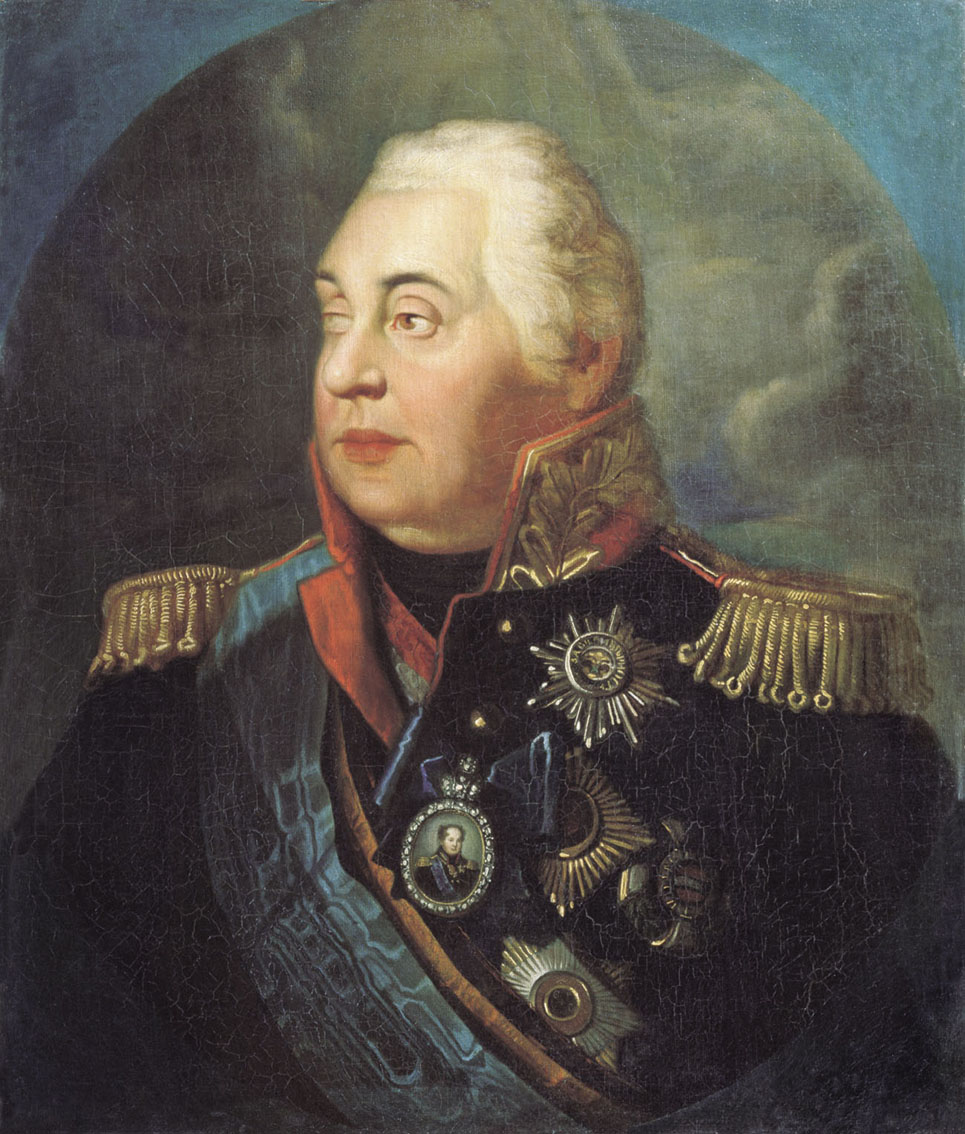
米哈伊尔·伊拉里奥诺维奇·库图佐夫

## 提及人物

### 第1卷
- 玛丽亚·费奥多罗芙娜皇后（第1卷第1部第1章）
- 英国大使（第1卷第1部第1章），指格兰维尔·莱韦森-高尔，第一代格兰维尔伯爵（英语：Granville Leveson-Gower, 1st Earl Granville）
- 诺沃西利采夫（第1卷第1部第1章），指尼古拉·諾沃斯策夫（俄语：Новосильцев, Николай Николаевич）伯爵[10]
- 卡尔·奥古斯特·冯·哈登贝格（第1卷第1部第1章）
- 豪格维茨（第1卷第1部第1章），指克里斯蒂安·冯·豪格维茨（德语：Christian von Haugwitz）
- 费迪南德·冯·温青格罗德（德语：Ferdinand von Wintzingerode）（第1卷第1部第1章）
- 凡克男爵（第1卷第1部第1章）
- 約翰·卡斯帕·拉瓦特爾（德语：Johann Caspar Lavater）（第1卷第1部第1章）
- 路易·安托万·亨利·德·波旁（第1卷第1部第3章）
- 乔治小姐（法语：Mademoiselle George）（第1卷第1部第3章）
- 鲁缅采夫，指尼古拉·鲁缅采夫（俄语：Румянцев, Николай Петрович）[10]
- 戈利岑，指亚历山大·戈利岑（俄语：Голицын, Александр Николаевич）[10]
- 谢尔盖·维亚济米季诺夫（俄语：Вязмитинов, Сергей Кузьмич）

### 第3卷
- 彼得一世
- 克萊門斯·梅特涅
- 夏尔·莫里斯·德塔列朗-佩里戈尔
- 瑪麗·路易莎
- 约瑟芬·德·博阿尔内
- 波托茨卡娅伯爵夫人，可能指安娜·波托茨卡（波兰语：Anna Potocka (1779–1867)）
- 雅克·劳里斯顿
- 亚历山大·库拉金（俄语：Куракин Александр Борисович）
- 巴萨诺公爵，指于格-伯纳德·马雷
- 卡罗琳·波拿巴
- 巴登大公，指卡尔·路德维希·弗里德里希
- 海因里希·弗里德里希·卡尔·冯·施泰因帝国男爵
- 瑞典国王，指卡尔十四世·约翰
- 尼可萊·卡緬斯基（俄语：Каменский, Николай Михайлович）